# モーガン・フリーマン
モーガン・ポーターフィールド・フリーマン・ジュニア（Morgan Porterfield Freeman, Jr.、1937年6月1日 - ）は、アメリカ合衆国テネシー州メンフィス出身の俳優、映画監督、ナレーター。
2004年『ミリオンダラー・ベイビー』でアカデミー助演男優賞を受賞。その他にも『ドライビング Miss デイジー』、『ショーシャンクの空に』、『セブン』などのヒット作に出演歴があり、その安定感と味のある演技によって、母国アメリカのみならず世界各国で賞賛を浴びる実力派国際俳優であり、最も名誉ある俳優の一人である。身長187cm。

## 経歴

### 生い立ち
1937年6月1日、テネシー州メンフィスに出生。父モーガン・ポーターフィールド・フリーマン（1961年肝硬変により死去）は理髪師で、母メイミー・エドナは清掃婦だった。モーガンには3人の兄がいる。フリーマン家はミシシッピ州グリーンウッド、インディアナ州ゲーリーなど多くの地を転々とした後イリノイ州シカゴに居を据えた。モーガンは9歳の時小学校の演劇で主役を務めている。
12歳の時には州の演劇コンクールで優勝し、高校時代にはテネシー州ナッシュヴィルでラジオ演劇に出演していた。1955年、ジャクソン州立大学の演劇奨学金を断り合衆国空軍の機械工となった。

### デビュー前
1960年代前半、モーガンはロサンゼルスへと移住。クリント・イーストウッドなどが通っていたロサンゼルス・シティー・カレッジに事務員として勤務した。一時期はニューヨークにも住んでいたことがあり、1964年に開かれたニューヨーク万国博覧会でダンサーを務めた。またサンフランシスコではオペラ歌劇団にも所属していた。

### デビュー
モーガンの実質的な役者デビューは、巡業劇団に所属していた時に出演した『The Royal Hunt of the Sun』という劇で、1965年公開のシドニー・ルメット監督の『質屋』という映画にも出演している。1967年には『The Niggerlovers』でヴィヴィカ・リンドフォースの相手役としてオフ・ブロードウェイにデビュー。翌年の1968年には、役者全員が黒人バージョンの『ハロー! ドリー』でブロードウェイの舞台に立った。
端役としてではないフリーマンの最初の出演作品は1971年公開の『Who Says I Can't Ride a Rainbow?』という映画であったが、彼が有名になったのは連続テレビドラマシリーズ『Another World』とPBSテレビの子供番組『The Electric Company』だった。
「『エレクトリック・カンパニー』に関しては1 - 2年やって辞めるべきだった。でもお金に目が眩んだね。特別優遇措置みたいのがあってね。多くの俳優がそれを享受していた。彼らは真面目に役者業をやる気がなかった。僕もその一員になっていたけどね。それで「若者たちを愛しているぜ!」なんて言っていたんだ。そんなところに3年という長い月日いてしまったよ」と後に彼は述べている。

### 人気俳優
1980年代前半からフリーマンは、知的で温かみのあるキャラクターで助演男優として頭角を現す。有名になった彼はブルース・ベレスフォード監督の『ドライビング Miss デイジー』（1989年）やエドワード・ズウィック監督の『グローリー』（1989年）など次第に主役級の役柄を演じるようになった。
1994年、フランク・ダラボン監督の『ショーシャンクの空に』ではティム・ロビンスと共に主役レッドを演じ最高の評価を得た。彼の魅力が一気に開花したこの作品を機にケヴィン・レイノルズ監督『ロビン・フッド』、デヴィッド・フィンチャー監督『セブン』、ミミ・レダー監督『ディープ・インパクト』など多くの映画で成功を収めた。
アカデミー賞には『N.Y.ストリート スマート』、『ドライビング Miss デイジー』、『ショーシャンクの空に』で三度ノミネートされていたが受賞はなく、2004年に公開されたクリント・イーストウッド監督の『ミリオンダラー・ベイビー』で四度目の候補にして同助演男優賞を受賞。会場の映画人がスタンディング・オベーションで讃えた。2009年には同じイーストウッドの監督作品『インビクタス/負けざる者たち』で元南アフリカ大統領のネルソン・マンデラを演じて五度目の候補となった。

### プロデューサーとして
1997年に、映画プロデューサー、ロリー・マクリアリーと共に映画制作会社「リヴェレーションズ・エンターテイメント」を設立。また2人は、これの姉妹会社にあたるオンライン映画配給会社「クリックスター」も立ち上げた。

### ナレーターとして

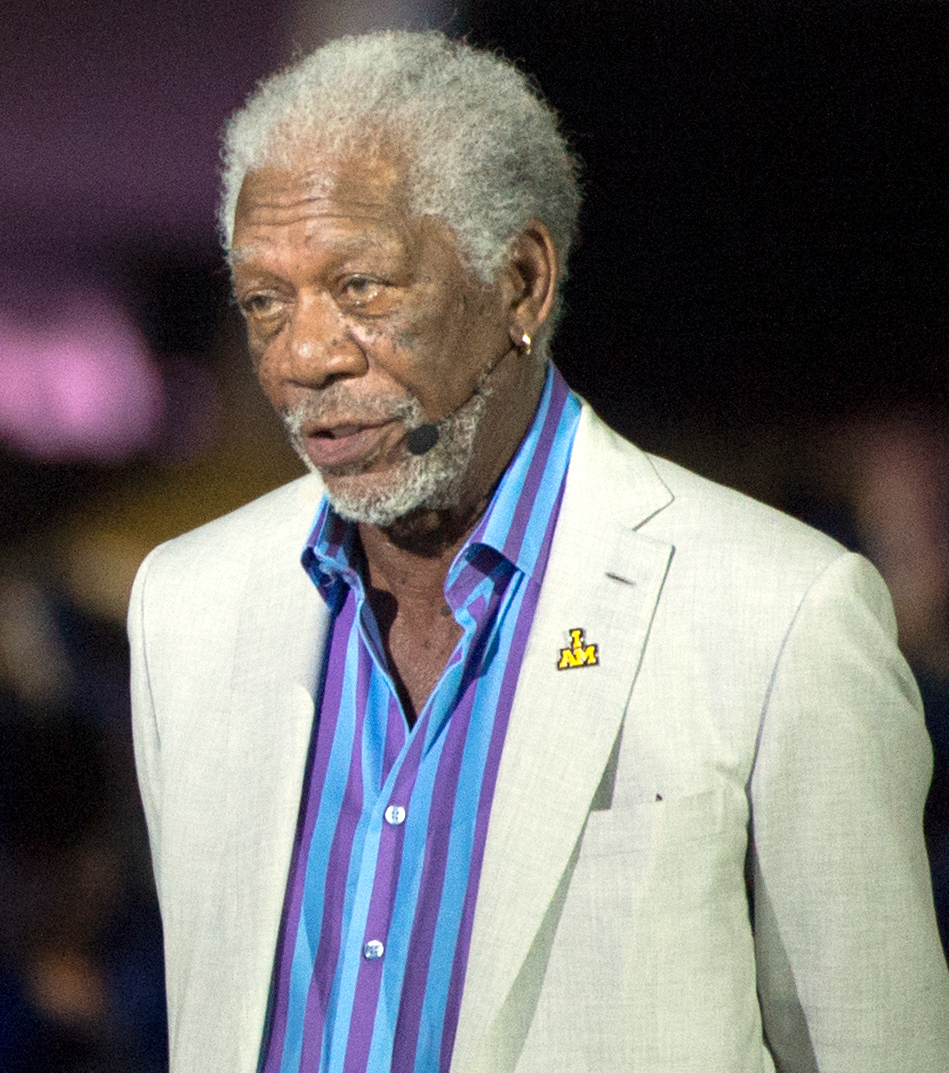
2016年

フリーマンはナレーターとしての仕事も頻繁に行っており、2005年にはスティーヴン・スピルバーグ監督『宇宙戦争』、アカデミー賞最優秀ドキュメンタリー映画賞を受賞した『皇帝ペンギン』のナレーターを務めた。
フリーマンは宇宙工学や航空工学などの科学分野に造詣が深い。前述のクリックスターでは『私たちの宇宙』というコーナーを持っており、科学系のビデオクリップを制作配信している。テレビにおいても、ディスカバリーチャンネルにてシリーズ番組『モーガン・フリーマンが語る宇宙』のホストを務め、宇宙に関する解説を行っている。
2022年11月20日、カタールで開催されたワールドカップ開会式に登場。生まれつき下半身が欠損しているユーチューバーに対し話しかける役を担った。

## 私生活
1967年10月22日、ジャネット・アデア・ブラッドショウと結婚したが1979年離婚。1984年に結婚したマーナ・コリー・リーとは2008年8月に離婚。最初の結婚の前に生まれた二人の息子アルフォンソとサイフォレイ、前妻との間に娘モーガナがおり、前妻の連れ子エディーナを養女としている。実の息子で俳優のアルフォンソ・フリーマンと、『最高の人生の見つけ方』で親子役として共演を果たしている。
現在はミシシッピ州チャールストンとニューヨークに居を構えており、自家用飛行機運転免許を所有している。またミシシッピ州クラークスデールには、「マディディ」というレストランとブルースクラブ「グラウンド・ゼロ」を所有している。2008年にはメンフィスに「グラウンド・ゼロ」2号店を開店した。
フリーマンはアフリカ系アメリカ人のコミュニティーが主催する「黒人の歴史月間」に対して公式に、それらのイベントに参加しない姿勢をとっている。『黒人の歴史はアメリカ合衆国の歴史である』というのが彼の理由である。彼の強い主張によれば『黒人差別を無くすには、その話をしないことだ』と語っており『アメリカに「白人の日」は無い』と述べている。CBS放送のドキュメンタリー番組に出演した際にはインタビュアー（白人）に対し「私はあなたを「白人」とは呼ばない。そして私はあなたにお願いする、私を「黒人」と呼ばないように、と」と述べた。また、アクターズ・スタジオ・インタビューでは司会者が「映画『ディープ・インパクト』では黒人の大統領を演じました」と発言したのに対し、「私は黒人だ。黒人を演じるのではない」と返し、聴衆はその言葉に拍手を送った。その後、好きな言葉を聞かれて「ファック」と答えている。
2006年5月13日、ミシシッピ州のデルタ州立大学より名誉博士号を贈られた。
2006年10月28日、ミシシッピ州ジャクソンで行われたミシシッピの最優秀賞授賞式にて、長年映画に出演している功績を評価され、生涯業績賞が贈られた。「彼はまるで父親のような存在だ」と大会主催者は語った。「フリーマン氏はどんな役を演じようとも誰も近づけない尊敬に値する人物の一人だ」と賞賛が贈られた。
2008年8月3日深夜、自動車を運転し自宅に戻る途中に車道の路肩を飛び越え横転、命に別状は無かったものの骨折などの重傷を負い、テネシー州メンフィスの病院に搬送された。その際、レスキュー隊に救出される時に多くのやじ馬が周囲を撮影しようとしたところ「ただ撮りはダメだよ」と冗談まじりに話していた。なお、事故の際に酒気帯び運転をしていたのではないかという指摘が同乗の女性より主張されたが、モーガンはこれを否定。女性と裁判で争う構えを見せていたが、2009年11月に双方の間で示談が成立している。
2015年8月16日、孫娘のエディナ・ハインズ（最初の妻ジャネット・アデア・ブラッドショーの孫）がニューヨーク州マンハッタン区北部のハーレムで刺殺された。
2018年5月25日、過去に女性へのセクハラ行為疑惑が浮上。直後、フリーマンは謝罪の声明を出したが、性的暴行や虐待のような行為はしていないと語っている。
コマーシャルには出演していないが、その理由について「自分が宣伝すればみんなが信じて買ってくれるからだ。不要なものを買わせてしまうのは申し訳ないからね」と答えている。

## 出演作品

### 映画
| 年   | 題名                                                                             | 役名                                 | 備考 | 吹き替え                                                                                    |
| ---- | -------------------------------------------------------------------------------- | ------------------------------------ | --- | ------------------------------------------------------------------------------------------- |
| 1964 | 質屋 The Pawnbroker                                                              | 町人                                 | ノンクレジット | N/A                                                                                         |
| 1966 | アダムのブルース/天才トランペッターの愛と挫折 A Man Called Adam                  | パーティのゲスト                     | ノンクレジット | N/A                                                                                         |
| 1968 | ニューヨークの大停電 Where Were You When the Lights Went Out?                    | 通勤者                               | ノンクレジット | N/A                                                                                         |
| 1971 | Who Says I Can't Ride a Rainbow!                                                 | アフロ                               | | N/A                                                                                         |
| 1978 | Roll of Thunder, Hear My Cry                                                     | ハマー叔父さん                       | テレビ映画 | N/A                                                                                         |
| 1979 | Hollow Image                                                                     | ラルフ・シモンズ                     | テレビ映画 | N/A                                                                                         |
| 1980 | ブルベイカー Brubaker                                                            | ウォルター                           | | 玄田哲章                                                                                    |
| 1980 | 暴動刑務所アッティカ Attica                                                      | ハップ・リチャーズ                   | テレビ映画 |                                                                                             |
| 1981 | マーヴァ・コリンズ ストーリー The Marva Collins Story                            | クラレンス・コリンズ                 | CBSテレビ映画 |                                                                                             |
| 1981 | Death of a Prophet                                                               | マルコムX                            | | N/A                                                                                         |
| 1984 | りんご白書 Teachers                                                              | アル・ルイス                         | |                                                                                             |
| 1984 | ポール・ニューマンのハリー&サン Harry & Son                                      | シェマンスキー                       | 日本劇場未公開 |                                                                                             |
| 1985 | 目撃者マリー Marie                                                               | チャールズ・トラバー                 | 日本劇場未公開 |                                                                                             |
| 1985 | BAD/傷だらけの疾走 That Was Then... This Is Now                                  | チャーリー                           | 日本劇場未公開 |                                                                                             |
| 1986 | レスティング・プレイス 安息の地 Resting Place                                    | ルーサー・ジョン                     | テレビ映画 日本では「安息の地」の題で放映                                                                                      | 坂口芳貞（NHK版）                                                                           |
| 1987 | NYストリート・スマート Street Smart                                              | ファスト・ブラック                   | アカデミー助演男優賞ノミネート ゴールデングローブ賞 助演男優賞ノミネート 日本劇場未公開                                        |                                                                                             |
| 1987 | Fight for Life                                                                   | ドクター・シャレード                 | ABCテレビ映画 | N/A                                                                                         |
| 1988 | 偽りのヘブン Clean and Sober                                                     | クレイグ                             | 日本劇場未公開 |                                                                                             |
| 1989 | ジョニー・ハンサム Johnny Handsome                                               | ドローンズ警部補                     | | 石田太郎                                                                                    |
| 1989 | グローリー Glory                                                                 | ジョン・ローラインズ                 | 池田勝（ソフト版） 渡部猛（日本テレビ版）                                                                                      |                                                                                             |
| 1989 | ドライビング Miss デイジー Driving Miss Daisy                                    | ホーク・コルバーン                   | ゴールデングローブ賞 主演男優賞 (ミュージカル・コメディ部門)受賞 アカデミー主演男優賞ノミネート ベルリン国際映画祭最優秀共演賞 | 北村和夫（VHS版） 名古屋章（NHK版） 永井一郎（機内上映版1） 新克利（機内上映版2）           |
| 1989 | ワイルド・チェンジ Lean on Me                                                    | ジョー・ルイス・クラーク             | 日本劇場未公開 |                                                                                             |
| 1990 | 虚栄のかがり火 The Bonfire of the Vanities                                       | レナード・ホワイト裁判官             | | 吉水慶                                                                                      |
| 1991 | ロビン・フッド Robin Hood: Prince of Thieves                                     | アジーム                             | MTVムービー・アワードのベストコンビ賞ノミネート（ケビン・コスナーと）                                                          | 郷里大輔（ソフト版） 屋良有作（フジテレビ版） 坂口芳貞（テレビ東京版）                      |
| 1992 | 許されざる者 Unforgiven                                                          | ネッド・ローガン                     | アカデミー作品賞受賞 | 田中信夫（ソフト版） 坂口芳貞（テレビ朝日版）                                               |
| 1992 | パワー・オブ・ワン The Power of One                                              | ヘール・ピート                       | |                                                                                             |
| 1994 | ショーシャンクの空に The Shawshank Redemption                                    | エリス・ボイド・“レッド”・レディング | アカデミー主演男優賞ノミネート ゴールデングローブ賞 主演男優賞 （ドラマ部門）ノミネート                                        | 池田勝（ソフト版） 坂口芳貞（TBS版） 田中信夫（機内上映版）                                 |
| 1995 | セブン Se7en                                                                     | ウィリアム・サマセット               | MTVムービー・アワードのベストコンビ賞ノミネート（ブラッド・ピットと）                                                          | 坂口芳貞（ソフト版） 池田勝（フジテレビ版） 黒沢良（テレビ東京版） 勝部演之（テレビ朝日版） |
| 1995 | アウトブレイク Outbreak                                                          | ビリー・フォード准将                 | | 前田昌明（ソフト版） 坂口芳貞（日本テレビ版）                                               |
| 1996 | チェーン・リアクション Chain Reaction                                            | ポール・シャノン                     | 池田勝（ソフト版） 小林修（テレビ朝日版） 不明（機内上映版）                                                                   |                                                                                             |
| 1996 | モル・フランダース Moll Flanders                                                 | ヒブル                               | |                                                                                             |
| 1997 | アミスタッド Amistad                                                             | セオドア・ジョッドソン               | 前田昌明 |                                                                                             |
| 1997 | コレクター Kiss the Girls                                                        | アレックス・クロス博士               | 前田昌明（ソフト版） 坂口芳貞（テレビ朝日版）                                                                                  |                                                                                             |
| 1998 | ディープ・インパクト Deep Impact                                                 | トム・ベック大統領                   | 前田昌明 |                                                                                             |
| 1998 | フラッド Hard Rain                                                               | ジム                                 | 小林清志（ソフト版） 内海賢二（日本テレビ版）                                                                                  |                                                                                             |
| 2000 | ベティ・サイズモア Nurse Betty                                                   | チャールズ                           | 菅生隆之 |                                                                                             |
| 2000 | アンダー・サスピション Under Suspicion                                           | ヴィクター・ベネゼー                 | 坂口芳貞（ソフト版、テレビ東京版）                                                                                             |                                                                                             |
| 2001 | スパイダー Along Came a Spider                                                   | アレックス・クロス博士               | 阪脩（ソフト版） 坂口芳貞（テレビ朝日版）                                                                                      |                                                                                             |
| 2002 | トータル・フィアーズ The Sum of All Fears                                        | ウィリアム・キャボット               | 坂口芳貞（ソフト版） 池田勝（フジテレビ版）                                                                                    |                                                                                             |
| 2002 | ハイ・クライムズ High Crimes                                                     | チャーリー・グライムス               | 辻萬長（ソフト版） 坂口芳貞（テレビ朝日版）                                                                                    |                                                                                             |
| 2003 | ブルース・オールマイティ Bruce Almighty                                          | 神                                   | 前田昌明 |                                                                                             |
| 2003 | ドリームキャッチャー Dreamcatcher                                                | エイブラハム・カーティス大佐         | 池田勝 |                                                                                             |
| 2003 | 最高の人生 Levity                                                                | マイルズ・エヴァンス                 | 池田勝 | 日本劇場未公開                                                                              |
| 2004 | ビッグ・バウンス The Big Bounce                                                  | ウォルター・クルーズ                 | | 辻萬長                                                                                      |
| 2004 | クリントンの真実 The Hunting of the President                                    | ナレーター                           | 日本劇場未公開 | 菅生隆之                                                                                    |
| 2004 | ミリオンダラー・ベイビー Million Dollar Baby                                     | エディ・デュプリス                   | アカデミー作品賞受賞 アカデミー助演男優賞受賞 ゴールデングローブ賞 助演男優賞ノミネート                                        | 坂口芳貞（ソフト版、テレビ東京版）                                                          |
| 2005 | 皇帝ペンギン March of the Penguins                                               | ナレーター                           | | N/A                                                                                         |
| 2005 | ダニー・ザ・ドッグ Unleashed                                                     | サム                                 | 坂口芳貞（ソフト版、テレビ東京版）                                                                                             |                                                                                             |
| 2005 | バットマン ビギンズ Batman Begins                                                | ルーシャス・フォックス               | 池田勝（劇場公開版） 坂口芳貞（日本テレビ版） 阪脩（フジテレビ版）                                                             |                                                                                             |
| 2005 | 宇宙戦争 War of the Worlds                                                       | ナレーター                           | 津嘉山正種 |                                                                                             |
| 2005 | アンフィニッシュ・ライフ An Unfinished Life                                      | ミッチ・ブラッドリー                 | 池田勝 |                                                                                             |
| 2005 | F.R.A.T./戦慄の武装警察 Edison Force                                             | アッシュフォード                     | 日本劇場未公開 | 坂口芳貞                                                                                    |
| 2005 | ウォーキング・オン・ザ・ムーン 3D Magnificent Desolation: Walking on the Moon 3D | ニール・アームストロング             | 声の出演 |                                                                                             |
| 2006 | ラッキーナンバー7 Lucky Number Slevin                                            | ボス                                 | | 勝部演之                                                                                    |
| 2006 | 素敵な人生のはじめ方 10 Items or Less                                            | ※役名なし                            | 兼製作 | 池田勝                                                                                      |
| 2006 | ザ・スナイパー The Contract                                                      | フランク・カーデン                   | 日本劇場未公開 | 菅生隆之                                                                                    |
| 2007 | エバン・オールマイティ Evan Almighty                                             | 神                                   | 『ブルース・オールマイティ』の続編                                                                                             | 前田昌明                                                                                    |
| 2007 | ラブ・アペタイザー Feast of Love                                                 | ハリー・スティーヴンソン             | 日本劇場未公開 | 菅生隆之                                                                                    |
| 2007 | ゴーン・ベイビー・ゴーン Gone, Baby, Gone                                        | ジャック・ドイル刑事                 | 日本劇場未公開 | 坂口芳貞                                                                                    |
| 2007 | 最高の人生の見つけ方 The Bucket List                                             | カーター・チェンバーズ               | | 坂口芳貞（ソフト版、テレビ朝日版）                                                          |
| 2008 | ウォンテッド Wanted                                                              | スローン                             | 坂口芳貞（劇場公開版、BSテレ東京版）                                                                                           |                                                                                             |
| 2008 | 愛の伝道師 ラブ・グル The Love Guru                                              | 本人                                 | 声の出演 |                                                                                             |
| 2008 | ダークナイト The Dark Knight                                                     | ルーシャス・フォックス               | | 池田勝（ソフト版） 坂口芳貞（テレビ朝日版）                                                 |
| 2009 | ザ・エッグ 〜ロマノフの秘宝を狙え〜 Thick as Thieves                             | キース・リプリー                     | ビデオ映画 | 坂口芳貞                                                                                    |
| 2009 | ザ・バッド The Maiden Heist                                                      | チャールズ                           | 日本劇場未公開 | 不明                                                                                        |
| 2009 | インビクタス/負けざる者たち Invictus                                             | ネルソン・マンデラ                   | 兼製作総指揮 アカデミー主演男優賞ノミネート ゴールデングローブ賞 主演男優賞 （ドラマ部門）ノミネート                           | 坂口芳貞                                                                                    |
| 2009 | Prom Night in Mississippi                                                        | 本人                                 | ドキュメンタリー映画 | N/A                                                                                         |
| 2010 | RED/レッド Red                                                                   | ジョー・マシスン                     | | 坂口芳貞                                                                                    |
| 2011 | BORN TO BE WILD 3D -野生に生きる- Born to Be Wild                                | ナレーター                           | 池田勝 |                                                                                             |
| 2011 | イルカと少年 Dolphin Tale                                                        | キャメロン・マッカーシー             | 池田勝 |                                                                                             |
| 2012 | 最高の人生のはじめ方 The Magic of Belle Isle                                     | モンテ・ワイルドホーン               | （吹き替え版なし） |                                                                                             |
| 2012 | ダークナイト ライジング The Dark Knight Rises                                    | ルーシャス・フォックス               | 池田勝 |                                                                                             |
| 2013 | エンド・オブ・ホワイトハウス Olympus Has Fallen                                  | アラン・トランブル下院議長           | 坂口芳貞 |                                                                                             |
| 2013 | オブリビオン Oblivion                                                            | マルコム・ビーチ                     | 坂口芳貞 |                                                                                             |
| 2013 | グランド・イリュージョン Now You See Me                                          | サディアス・ブラッドリー             | 坂口芳貞 |                                                                                             |
| 2013 | ラストベガス Last Vegas                                                          | アーチボルド・“アーチー”・クレイトン | 坂口芳貞 |                                                                                             |
| 2014 | LEGO ムービー The Lego Movie                                                     | ウィトルウィウス                     | 声の出演 | 羽佐間道夫                                                                                  |
| 2014 | トランセンデンス Transcendence                                                   | ジョセフ・タガー                     | | 坂口芳貞                                                                                    |
| 2014 | LUCY/ルーシー Lucy                                                               | ノーマン博士                         | | 坂口芳貞                                                                                    |
| 2014 | イルカと少年2 Dolphin Tale 2                                                     | キャメロン・マッカーシー             | 日本劇場未公開 | （吹き替え版なし）                                                                          |
| 2014 | ニューヨーク 眺めのいい部屋売ります 5 Flights Up                                 | アレックス                           | 兼製作総指揮 | （吹き替え版なし）                                                                          |
| 2015 | ラスト・ナイツ Last Knights                                                      | バルトーク卿                         | | 坂口芳貞                                                                                    |
| 2015 | テッド2 Ted 2                                                                    | パトリック・ミーアン                 | | 坂口芳貞                                                                                    |
| 2015 | その女諜報員 アレックス Momentum                                                 | 上院議員                             | | 坂口芳貞                                                                                    |
| 2016 | エンド・オブ・キングダム London Has Fallen                                       | アラン・トランブル副大統領           | | 坂口芳貞                                                                                    |
| 2016 | グランド・イリュージョン 見破られたトリック Now You See Me 2                     | サディアス・ブラッドリー             | | 坂口芳貞                                                                                    |
| 2016 | ベン・ハー Ben-Hur                                                               | 族長イルデリム                       | 日本劇場未公開 | 菅生隆之                                                                                    |
| 2017 | ジーサンズ はじめての強盗 Going in Style                                         | ウィリー・デイビス                   | | 坂口芳貞                                                                                    |
| 2017 | ベスト・バディ Just Getting Started                                              | デューク・ダイヴァー                 | | 坂口芳貞                                                                                    |
| 2018 | アメリカン・ミュージック・ジャーニー America's Musical Journey                   | ナレーター                           | | 坂口芳貞                                                                                    |
| 2018 | アルファ 帰還りし者たち Alpha                                                    | ナレーター                           | 日本劇場未公開 |                                                                                             |
| 2018 | くるみ割り人形と秘密の王国 The Nutcracker and the Four Realms                    | ドロッセルマイヤー                   | | 坂口芳貞                                                                                    |
| 2019 | ポイズンローズ The Poison Rose                                                   | ドク                                 | | 坂口芳貞                                                                                    |
| 2019 | エンド・オブ・ステイツ Angel Has Fallen                                          | アラン・トランブル大統領             | 池田勝 |                                                                                             |
| 2020 | カムバック・トゥ・ハリウッド!! The Comeback Trail                                | レジー・フォンテイン                 | 堀内賢雄 |                                                                                             |
| 2021 | 星の王子 ニューヨークへ行く2 Coming 2 America                                    | 本人役                               | 古川伴睦 |                                                                                             |
| 2021 | ヴァンキッシュ Vanquish                                                          | デイモン                             | 日本劇場未公開 | 廣田行生                                                                                    |
| 2021 | ヒットマンズ・ワイフズ・ボディガード The Hitman's Wife's Bodyguard               | マイケル・ブライス・Sr. / シニア     | | 古川伴睦                                                                                    |
| 2021 | リタ・モレノ: 私は進み続ける Rita Moreno: Just a Girl Who Decided to Go for It   | 本人                                 | ドキュメンタリー映画 別題『俳優リタ・モレノ～彼女は前を向くと決めた～』                                                        | 平林剛                                                                                      |
| 2022 | Paradise Highway                                                                 | Gerick                               | | N/A                                                                                         |
| 2022 | The Minute You Wake Up Dead                                                      | Sheriff Thurmond Fowler              | | N/A                                                                                         |
| 2023 | ブラッド・チェイサー 呪術捜査線 The Ritual Killer                                | マックルズ教授                       | 別題『ブラッド・チェイサー 沈黙の儀式』 日本劇場未公開                                                                         | 伊藤栄次                                                                                    |
| 2023 | 87分の1の人生 A Good Person                                                      | ダニエル                             | 日本劇場未公開 | 池田勝                                                                                      |
| 2023 | 57秒 復讐のタイムループ 57 Seconds                                               | アントン・バーレル                   | | 樋浦勉                                                                                      |
| 2024 | My Dead Friend Zoe                                                               | Dr. Cole                             | |                                                                                             |
| 2024 | Gunner                                                                           | Kendrick Ryker                       | |                                                                                             |
| 2025 | Now You See Me 3                                                                 | サディアス・ブラッドリー             | 撮影中 |                                                                                             |

### テレビ
| 放映年    | 題名                                                                                    | 役名           | 備考                                     | 吹き替え                                        |
| --------- | --------------------------------------------------------------------------------------- | -------------- | ---------------------------------------- | ----------------------------------------------- |
| 1971      | ジ・エレクトリック・カンパニー The Electric Company                                     |                | PBS子供向けテレビシリーズ                |                                                 |
| 1985      | トワイライト・ゾーン The Twilight Zone                                                  | トニー         | 「悪魔のジョーカー」                     |                                                 |
| 2010      | サタデー・ナイト・ライブ Saturday Night Live                                            | 本人           | カメオ出演 「Bryan Cranston/Kanye West」 |                                                 |
| 2010-2017 | モーガン・フリーマンが語る宇宙 Through the Wormhole                                     | 本人（ホスト） | 計62話出演                               | 菅生隆之（ディスカバリーチャンネル版、Eテレ版） |
| 2014-2019 | マダム・セクレタリー Madam Secretary                                                    | フローリー     | 兼製作総指揮 計3話出演                   |                                                 |
| 2016-2019 | ストーリー・オブ・ゴッド WITH モーガン・フリーマン The Story of God with Morgan Freeman | 本人（ホスト） | 兼製作総指揮                             | 菅生隆之                                        |
| 2017      | The Story of Us with Morgan Freeman                                                     | 本人（ホスト） | 兼製作総指揮                             | N/A                                             |
| 2021      | Solos 〜ひとりひとりの回想録〜 Solos                                                    | スチュアート   | 計7話出演                                | 池田勝                                          |
| 2021      | コミンスキー・メソッド The Kominsky Method                                              | 本人役         | 計2話出演                                | 星野充昭                                        |
| 2022      | 宇宙: その始まりはどこからなのか Our Universe                                           | ナレーター     | 計6話出演                                | （吹き替え版なし）                              |
| 2023      | 私たちの地球の生命 Life on Our Planet                                                   | ナレーター     | 計8話出演                                | 池田勝                                          |
| 2023-     | 特殊作戦部隊:ライオネス Special Ops: Lioness                                            | マリンズ       | 計2話出演                                | 菅生隆之                                        |

## 監督作品
- ボッパ! （Bopha! / 1993年）
タイトルは、ズールー語発音では「ボーファ!」である。

## 受賞歴

### 受賞
- 1987年全米映画批評家協会賞助演男優賞：『NYストリート・スマート』
- 1987年ニューヨーク映画批評家協会賞助演男優賞：『NYストリート・スマート』
- 1987年ロサンゼルス映画批評家協会賞助演男優賞：『NYストリート・スマート』
- 1987年インデペンデント・スピリット賞助演男優賞：『NYストリート・スマート』
- 1989年ゴールデングローブ賞主演男優賞：『ドライビングMissデイジー』
- 1990年ベルリン国際映画祭最優秀共演賞：『ドライビングMissデイジー』（ジェシカ・タンディと）
- 2004年アカデミー助演男優賞：『ミリオンダラー・ベイビー』

### ノミネート
- 1987年アカデミー賞助演男優賞：『NYストリート・スマート』
- 1987年ゴールデングローブ賞助演男優賞：『NYストリート・スマート』
- 1989年アカデミー賞主演男優賞：『ドライビングMissデイジー』
- 1992年MTVムービー・アワード・コンビ賞：『ロビン・フッド』（ケビン・コスナーと）
- 1994年アカデミー主演男優賞：『ショーシャンクの空に』
- 1994年ゴールデングローブ賞主演男優賞：『ショーシャンクの空に』
- 1996年MTVムービー・アワード・コンビ賞：『セブン』（ブラッド・ピットと）
- 2004年ゴールデングローブ賞助演男優賞：『ミリオンダラー・ベイビー』
- 2004年放送映画批評家協会賞助演男優賞：『ミリオンダラー・ベイビー』
- 2009年アカデミー主演男優賞：『インビクタス/負けざる者たち』
- 2009年ゴールデングローブ賞主演男優賞：『インビクタス/負けざる者たち』

## 日本語吹き替え
主に担当しているのは、以下の二人である。
坂口芳貞
『安息の地』（NHK版）で初担当。以降、亡くなるまでほとんどの作品で吹き替えを担当し、フリーマンの専属（フィックス）として定着した。
坂口はフリーマンの吹き替えに関して「クソ真面目かと思うとそうじゃなかったり、声が非常に高いかと思うと急に低くなったり。どこで息を吸ってるのかなと思うくらい息を継ぐ隙もなくて。シリアスさとユーモアがすぐに来るので、この人を吹き替えるのは難しいですね。いつも苦労していますよ」と語っている。
また、フリーマンの演技については『ダニー・ザ・ドッグ』（テレビ東京版）収録時の2007年のインタビューでは「モーツァルトのクラシック、それにジャズとかがすごく似合ってるんだよね。私自身には似合ってないけど（笑）」と評しており、12年後である『ウォンテッド』（BSテレ東版）収録時は「老いて益々盛んですね」と感心していた。
晩年は病気療養に入り、2020年2月13日に死去したため、2019年10月末に収録された『ポイズンローズ』が遺作となった。
池田勝
『グローリー』（ソフト版）で初担当。坂口に次いで代表作の多くを吹き替えており、フリーマンのもう一人のフィックスとして知られている。
『ダークナイト・トリロジー』のルーシャス・フォックス役は全作品で担当した（ソフト・劇場公開版）。
2012年の『ダークナイト ライジング』を最後に起用が途絶えていたが、『エンド・オブ・ステイツ』のアラン・トランブル大統領役に関しては、前2作にあたる『エンド・オブ・ホワイトハウス』と『エンド・オブ・キングダム』では上述の坂口が担当していたものの、本作の吹き替え版の収録時に坂口は既に病気療養に入っていたため出演を見送っており（本作のソフトが発売される前の2020年2月に逝去）、池田が他の役と兼任しながら引き継いだ。
このほかにも、前田昌明、菅生隆之、田中信夫、阪脩、辻萬長、勝部演之なども複数回、声を当てている。